# Monumento natural municipal Muela del Diablo
El Monumento natural municipal Muela del Diablo es un área protegida municipal de Bolivia, ubicada en el municipio de Boyuibe dentro de la provincia Cordillera del departamento de Santa Cruz. El área protegida fue creada el 2009, mediante ordenanza Nº 06/2009 del municipio de Boyuibe, que con una superficie de 5099 ha protege importantes serranías y colinas con un rico sistema hídrico para la recarga de acuíferos que alimentan la cuenca del río Cuevo. La protección del monumento natural es de carácter municipal, por tanto la administración de la  misma es de responsabilidad del Gobierno Municipal de Boyuibe, con el apoyo de la Dirección de Áreas Protegidas del Gobierno Departamental de Santa Cruz. Se ha identificado que este lugar es prioritario para el desarrollo ecoturístico, dada su riqueza escénica y paisajística, constituyéndose en un magnífico mirador desde el cual se puede apreciar la inmensidad de la llanura chaqueña que nace en las faldas de la serranía del Aguaragüe y se extiende hasta la serranía de Mandeyapecuá.
El atractivo principal de esta área es el cerro Muela del Diablo, cuyo pico se encuentra a 1148 metros sobre el nivel del mar.

## Guerra del Chaco
La Muela del Diablo es considerada una zona histórica debido a su importancia durante la Guerra del Chaco entre Bolivia y Paraguay. Fue desde este mirador natural donde el Ejército boliviano empezó la retoma de Boyuibe e hizo retroceder a los paraguayos.